# Volta a la Comunitat Valenciana 1993
La Volta a la Comunitat Valenciana 1993, cinquantunesima edizione della corsa, si svolse dal 23 al 28 febbraio su un percorso di 860 km ripartiti in 6 tappe (la quinta suddivisa in due semitappe), con partenza a Torrevieja e arrivo a Valencia. Fu vinta dallo spagnolo Julián Gorospe della Banesto davanti all'italiano Stefano Della Santa e allo spagnolo Miguel Indurain.

## Tappe
| Tappa  | Data        | Percorso                                    | km   | Vincitore di tappa | Leader cl. generale |
| ------ | ----------- | ------------------------------------------- | ---- | ------------------ | ------------------- |
| 1ª     | 23 febbraio | Torrevieja > Torrevieja                     | 162  | Alfonso Gutierrez  |                     |
| 2ª     | 24 febbraio | Torrevieja > Xabia                          | 193  | Erik Breukink      |                     |
| 3ª     | 25 febbraio | Xabia > Alcudia de Crespins                 | 179  | Guido Bontempi     |                     |
| 4ª     | 26 febbraio | Alcudia de Crespins > Puerto de Sagunto     | 162  | Remig Stumpf       |                     |
| 5ª-1ª  | 27 febbraio | Sagunto > Benicàssim                        | 88   | Roberto Torres     |                     |
| 5ª-2ª  | 27 febbraio | Benicàssim > Benicàssim (cron. individuale) | 12,6 | Julián Gorospe     |                     |
| 6ª     | 28 febbraio | Valencia > Valencia                         | 63   | Laurent Jalabert   | Julián Gorospe      |
| Totale | Totale      | Totale                                      | 860  |                    |                     |

## Dettagli delle tappe

### 1ª tappa
- 23 febbraio: Torrevieja > Torrevieja – 162 km

| Pos. | Corridore         | Squadra       | Tempo    |
| ---- | ----------------- | ------------- | -------- |
| 1    | Alfonso Gutierrez | Artiach       | 4h05'55" |
| 2    | Laurent Jalabert  | ONCE          | s.t.     |
| 3    | Adriano Baffi     | Mercatone Uno | s.t.     |

| Pos. | Corridore | Squadra | Tempo |
| ---- | --------- | ------- | ----- |

### 2ª tappa
- 24 febbraio: Torrevieja > Xabia – 193 km

| Pos. | Corridore        | Squadra | Tempo    |
| ---- | ---------------- | ------- | -------- |
| 1    | Erik Breukink    | ONCE    | 5h46'33" |
| 2    | Miguel Indurain  | Banesto | a 4"     |
| 3    | Laurent Jalabert | ONCE    | a 18"    |

| Pos. | Corridore | Squadra | Tempo |
| ---- | --------- | ------- | ----- |

### 3ª tappa
- 25 febbraio: Xabia > Alcudia de Crespins – 179 km

| Pos. | Corridore           | Squadra | Tempo    |
| ---- | ------------------- | ------- | -------- |
| 1    | Guido Bontempi      | Carrera | 4h27'19" |
| 2    | Stefano Della Santa | Eldor   | a 6"     |
| 3    | Ángel Edo           | Kelme   | s.t.     |

| Pos. | Corridore | Squadra | Tempo |
| ---- | --------- | ------- | ----- |

### 4ª tappa
- 26 febbraio: Alcudia de Crespins > Puerto de Sagunto – 162 km

| Pos. | Corridore         | Squadra       | Tempo    |
| ---- | ----------------- | ------------- | -------- |
| 1    | Remig Stumpf      | Collstrop     | 4h30'17" |
| 2    | Adriano Baffi     | Mercatone Uno | s.t.     |
| 3    | Alfonso Gutierrez | Artiach       | s.t.     |

| Pos. | Corridore | Squadra | Tempo |
| ---- | --------- | ------- | ----- |

### 5ª tappa - 1ª semitappa
- 27 febbraio: Sagunto > Benicàssim – 88 km

| Pos. | Corridore                   | Squadra  | Tempo    |
| ---- | --------------------------- | -------- | -------- |
| 1    | Roberto Torres              | Festina  | 2h08'06" |
| 2    | Thierry Laurent             | Novemail | a 1"     |
| 3    | Juan Carlos Garcia Gonzalez | Amaya    | s.t.     |

| Pos. | Corridore | Squadra | Tempo |
| ---- | --------- | ------- | ----- |

### 5ª tappa - 2ª semitappa
- 27 febbraio: Benicàssim > Benicàssim (cron. individuale) – 12,6 km

| Pos. | Corridore           | Squadra       | Tempo  |
| ---- | ------------------- | ------------- | ------ |
| 1    | Julián Gorospe      | Banesto       | 22'45" |
| 2    | Tony Rominger       | Clas-Cajastur | a 19"  |
| 3    | Stefano Della Santa | Eldor         | a 20"  |

| Pos. | Corridore | Squadra | Tempo |
| ---- | --------- | ------- | ----- |

### 6ª tappa
- 28 febbraio: Valencia > Valencia – 63 km

| Pos. | Corridore        | Squadra       | Tempo    |
| ---- | ---------------- | ------------- | -------- |
| 1    | Laurent Jalabert | ONCE          | 1h37'28" |
| 2    | Adriano Baffi    | Mercatone Uno | s.t.     |
| 3    | Ángel Edo        | Kelme         | s.t.     |

| Pos. | Corridore           | Squadra | Tempo     |
| ---- | ------------------- | ------- | --------- |
| 1    | Julián Gorospe      | Banesto | 23h03'51" |
| 2    | Stefano Della Santa | Eldor   | a 6"      |
| 3    | Miguel Indurain     | Banesto | a 21"     |

## Classifiche finali

### Classifica generale
| Pos. | Corridore           | Squadra                 | Tempo     |
| ---- | ------------------- | ----------------------- | --------- |
| 1    | Julián Gorospe      | Banesto                 | 23h03'51" |
| 2    | Stefano Della Santa | Eldor-Viner/Mapei-Viner | a 6"      |
| 3    | Miguel Indurain     | Banesto                 | a 21"     |